# Comuna Hănești, Botoșani
Hănești este o comună în județul Botoșani, Moldova, România, formată din satele Borolea, Hănești (reședința), Moara Jorii, Sărata-Basarab și Slobozia Hănești.
Geostructural, comuna Hănești este amplasată pe o unitate de platformă veche, numită Platforma Moldovenească, fiind alcătuită dintr-un fundament și o cuvertură. Fundamentul corespunde unui soclu cristalin precambrian, peste care s-au depus sedimente în trei etape de vârstă paleozoică, mezozoică și neozoică. Peste depunerile sedimentare ale neogenului se află o cuvertură subțire de formațiuni cuaternare. Dintre rocile de suprafață pot fi amintite: argile, marne cu intercalații de nisipuri, gresii, nisipuri cuarțoase, gipsuri, tufuri andezitice, calcare. Unele dintre aceste roci au fost utilizate de către comunitățile preistorice pentru confecționarea diferitelor artefacte litice, datorită modului facil de prelucrare a acestora. În aceeai ordine de idei, amintim și exploatarea zăcămintelor de silex din terasele Prutului, aflate la 1520 km spre est, care au oferit una dintre cele mai importante resurse pentru comunitățile preistorice, al căror inventar litic era confecționat în mare parte din această rocă.

## Istorie
Prima mențiune documentară a satului cu numele de Hănești apare într-un uric dat la 11 aprilie 1546 de domnitorul Petru Rareș.
„Din mila lui Dumnezeu, noi Petru voevod, domn al Țării Moldovei. Facem cunoscut cu această carte a noastră tuturor celor ce o vor vedea sau o vor auzi citinduse, că a venit înaintea noastră și înaintea tuturor boierilor noștri moldoveni, sluga noastră Sima, fiul lui Pașa, de bună voia lui, nesilit de nimeni, nici învăluit și a schimbat cu domnia mea dreapta sa ocină și din privilegiul tatălui său Pașei, ce a avut el de la părintele domniei mele Ștefan voevod, jumătate de sat din Petricanii, pe Bașeu, jumătatea de sus. Iar domnia mea i am dat lui în schimb pentru această jumătate de sat din Petricanii, un sat tot pe Bașeu, anume Hăneștii, care acest sat Hăneștii, a fost al nostru domnesc.”

## Organizare administrativă
Comuna Hănești este formată din satele Hănești (reședința comunei), Borolea, Moara Jorii, Sarata-Basarab și Slobozia Hănești.
Comuna Hănești se învecinează cu comunele:
- Vlăsinești la vest;
- Avrămeni la nord-vest;
- Manoleasa la nord-est;
- Mihălășeni la est;
- Dobârceni la sud;
- Dângeni la sud-vest.

## Geografie
Teritoriul comunei Hănești este străbătut de râul Bașeu. Un lac antropic cu o suprafață de 420 ha, cunoscut sub numele de „iazul Hănești”, folosit pentru piscicultură, a fost amenajat pe teritoriile comunelor Hănești și Vlăsinești.

## Demografie
Componența etnică a comunei Hănești
     Români (67,56%)
     Ucraineni (25,14%)
     Alte etnii (0%)
     Necunoscută (7,3%)
Componența confesională a comunei Hănești
     Ortodocși (92,51%)
     Alte religii (0,12%)
     Necunoscută (7,38%)
Conform recensământului efectuat în 2021, populația comunei Hănești se ridică la 2.562 de locuitori, în creștere față de recensământul anterior din 2011, când fuseseră înregistrați 2.176 de locuitori. Majoritatea locuitorilor sunt români (67,56%), cu o minoritate de ucraineni (25,14%), iar pentru 7,3% nu se cunoaște apartenența etnică. Din punct de vedere confesional, majoritatea locuitorilor sunt ortodocși (92,51%), iar pentru 7,38% nu se cunoaște apartenența confesională.

## Politică și administrație
Comuna Hănești este administrată de un primar și un consiliu local compus din 13 consilieri. Primarul, Costel Matei[*], de la Partidul Social Democrat, este în funcție din 2004. Începând cu alegerile locale din 2024, consiliul local are următoarea componență pe partide politice:
|  | Partid                    | Consilieri | Componența Consiliului | Componența Consiliului | Componența Consiliului | Componența Consiliului | Componența Consiliului | Componența Consiliului | Componența Consiliului | Componența Consiliului | Componența Consiliului | Componența Consiliului | Componența Consiliului | Componența Consiliului |
|  | ------------------------- | ---------- | ---------------------- | ---------------------- | ---------------------- | ---------------------- | ---------------------- | ---------------------- | ---------------------- | ---------------------- | ---------------------- | ---------------------- | ---------------------- | ---------------------- |
|  | Partidul Social Democrat  | 12         |                        |                        |                        |                        |                        |                        |                        |                        |                        |                        |                        |                        |
|  | Partidul Național Liberal | 1          |                        |                        |                        |                        |                        |                        |                        |                        |                        |                        |                        |                        |

## Educația
În comuna Hănești funcționează 3 grădinițe și 5 școli.

## Transport
Legăturile auto sunt asigurate în direcția Săveni, orașul cel mai apropiat situat la aproximativ 20 de minute.
Legăturile feroviare către Iași (ruta Iași-Dorohoi) sunt asigurate prin stația Dângeni aflată la o distanță de aproximativ 9 km. Traseul feroviar Iași-Dorohoi este exploatat de compania Regiotrans, durata traseului Dângeni-Iași fiind de aproximativ 2h 15 min.

## Personalități originare din Hănești
- Teofil Vâlcu (1931 - 1993) - actor român, director al Teatrului Național din Iași (1972-1979)
- Constantin Cojocaru (n. 1945, Borolea - d. 2024) - actor român
- Petre Otu ( n. 1950 ) - istoric, autor, profesor universitar-Universitatea București specializat în istorie modernă și istorie miltară